# Ring Rock
Der Ring Rock ist eine Klippe vor der Mawson-Küste des ostantarktischen Mac-Robertson-Lands. Sie liegt 3 km südöstlich der Insel Nøstet in der Holme Bay.
Norwegische Kartografen, die den Felsen als Ringøya (norwegisch für Ringinsel) benannten, kartierten ihn anhand von Luftaufnahmen, die bei der Lars-Christensen-Expedition 1936/37 entstanden. Eine Schlittenmannschaft der Australian National Antarctic Research Expeditions besuchte ihn im Jahr 1956 und nahm eine Anpassung der Benennung vor.